# گردشگری صنعتی
گردشگری صنعتی (انگلیسی: Industrial tourism) گونه ای از گردشگری است که در آن مقصد مورد نظر شامل مکان‌های صنعتی می‌باشد. گردشگری صنعتی مفهوم جدیدی نمی‌باشد و پیشینه آن به تورهای شراب در فرانسه، بازدید از پنیر سازان در هلند، تورهای مجلسی جک دنیلز در ایالات متحده بازمی‌گردد و امروزه نیز متقاضیان بسیاری در حوزه‌های بازدید از سایت‌های میراث صنعتی و صنایع مدرن، دارا می‌باشد.